# Querfurt
Querfurt es una ciudad del distrito (Kreis) de Saale en el sur de Sajonia-Anhalt, Alemania. 

## Historia
Querfurt fue durante algún tiempo la capital de un principado, que tenía una superficie de casi 200 millas cuadradas (518 km²) y una población de alrededor de 20.000 personas. Tras extinguirse el linaje de la  familia gobernante en 1496, pasó a ser regida por los gobernantes de Mansfeld. En 1635, mediante la paz de Praga, fue cedida al elector de Sajonia, Juan Jorge I, que se la entregó a su hijo Augusto; en 1746 se unió de nuevo al electorado sajón. Se incorporó a Prusia en 1815. 